# Ferdinandův vrch
Ferdinandův vrch (německy Ferdinandshöhe) je kopec o nadmořské výšce 419 m nacházející se ve Velkém Šenově v Ústeckém kraji.

## Charakteristika
Vrch náleží ke geomorfologickému celku Šluknovská pahorkatina, jeho okrsku Šenovská pahorkatina a podokrsku Mikulášovická pahorkatina. Geologické podloží tvoří střednězrnný lužický granodiorit doplněný drobnozrnným lipovsko-rožanským granodioritem, žílou doleritu a nerozlišeným bazaltoidem. Půdním pokryvem je převážně modální mesobazická kambizem, kterou doplňuje kambizem modální eutrofní a při vodních tocích kambizem oglejená a modální glej. Celý kopec je odvodňován Vilémovským potokem a náleží tak k povodí Labe a úmoří Severního moře. Vrcholová část kopce je zalesněna listnatým až smíšeným lesem, většina svahů má však zemědělské využití, případně je zastavěna zástavbou Velkého Šenova.

## Galerie

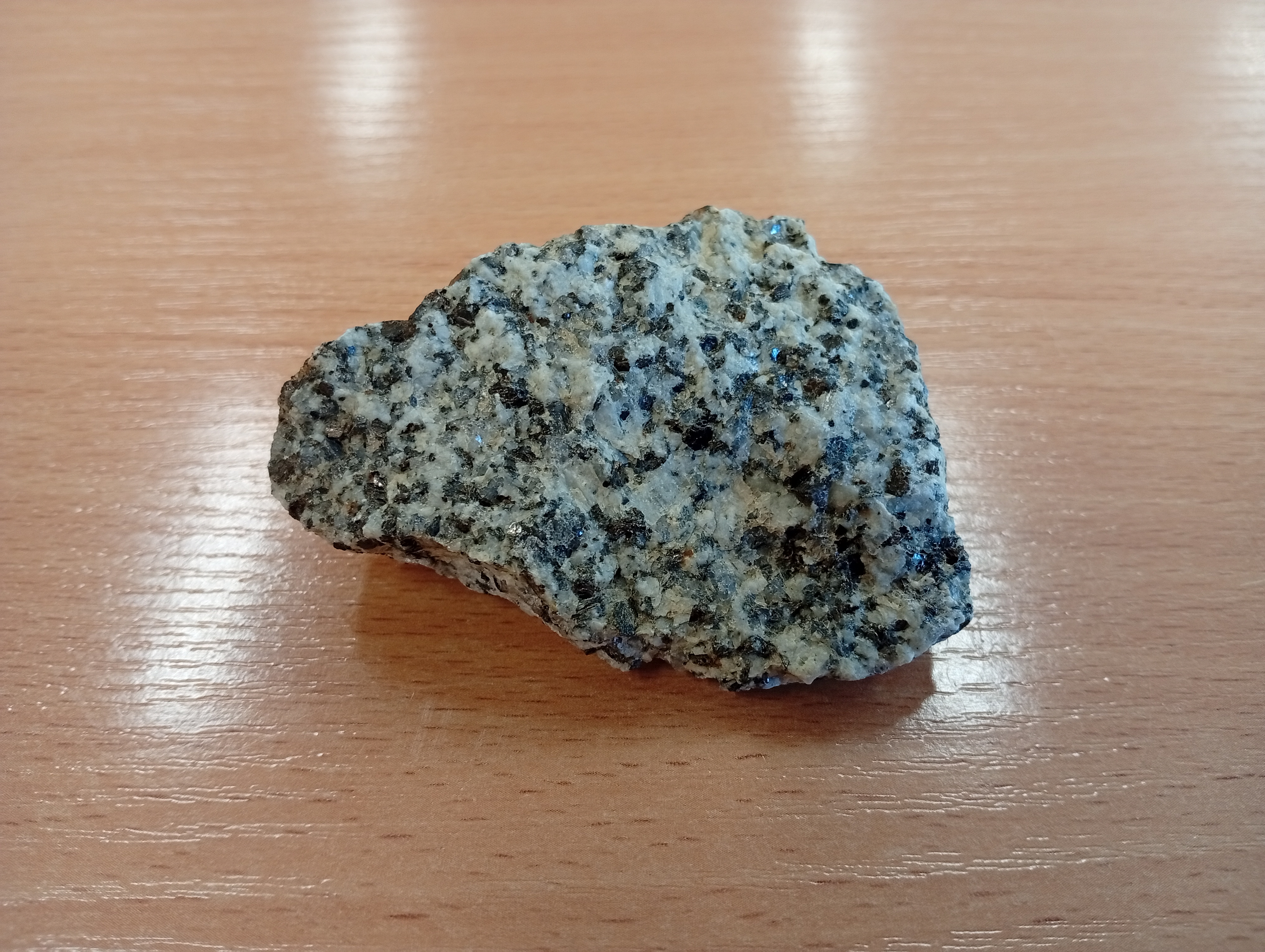
Lužický granodiorit
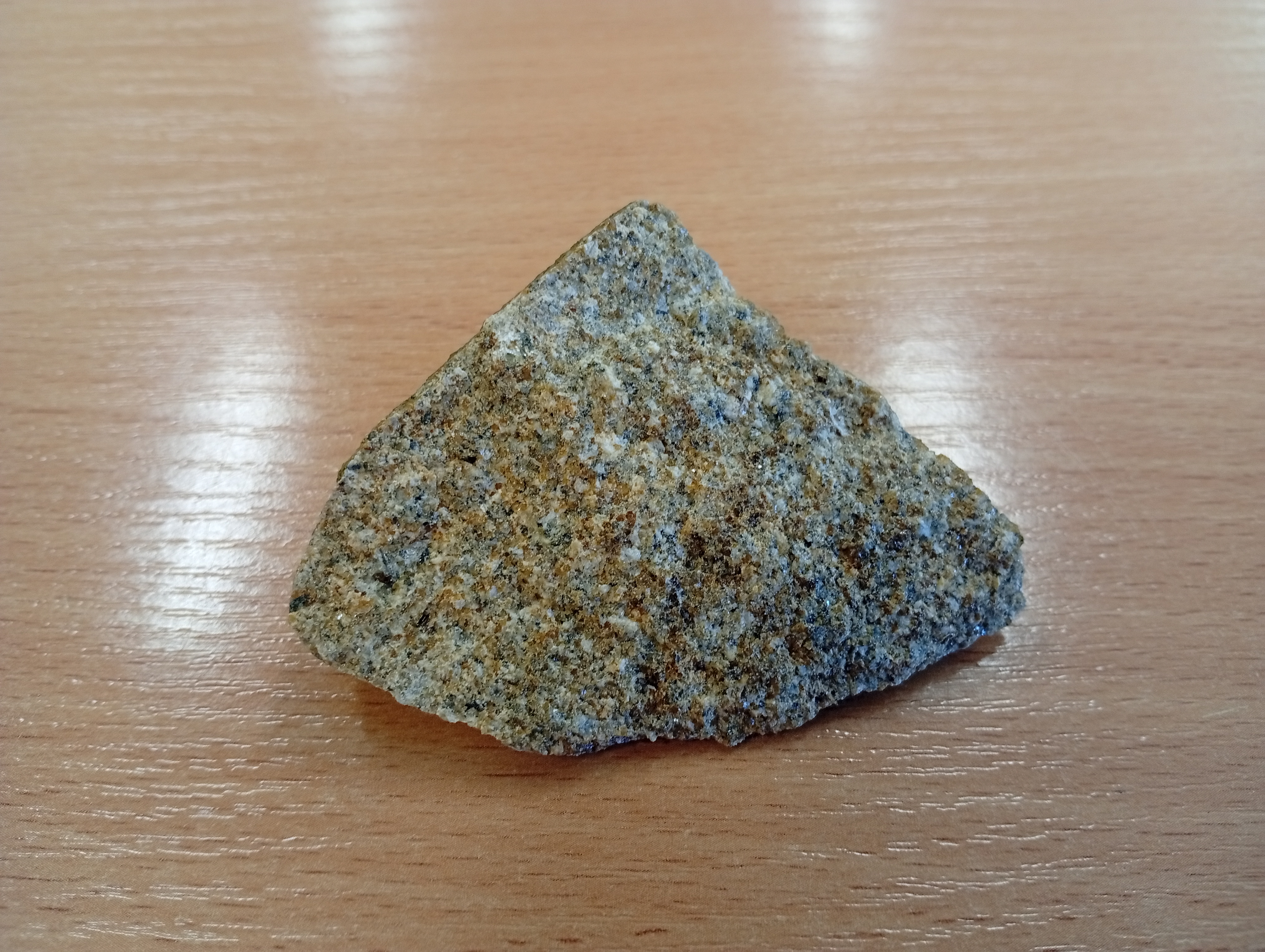
Lipovsko-rožanský granodiorit
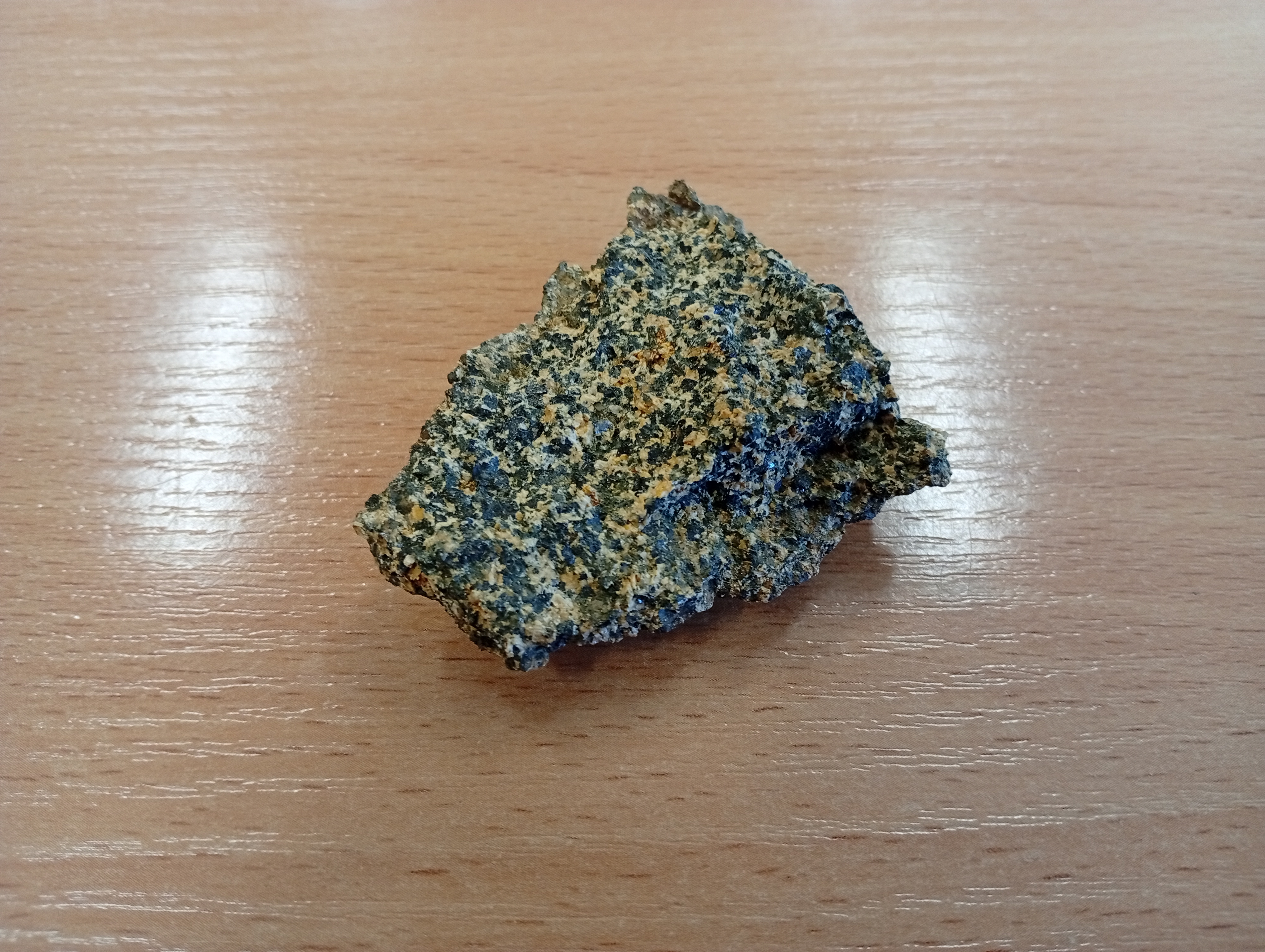
Dolerit
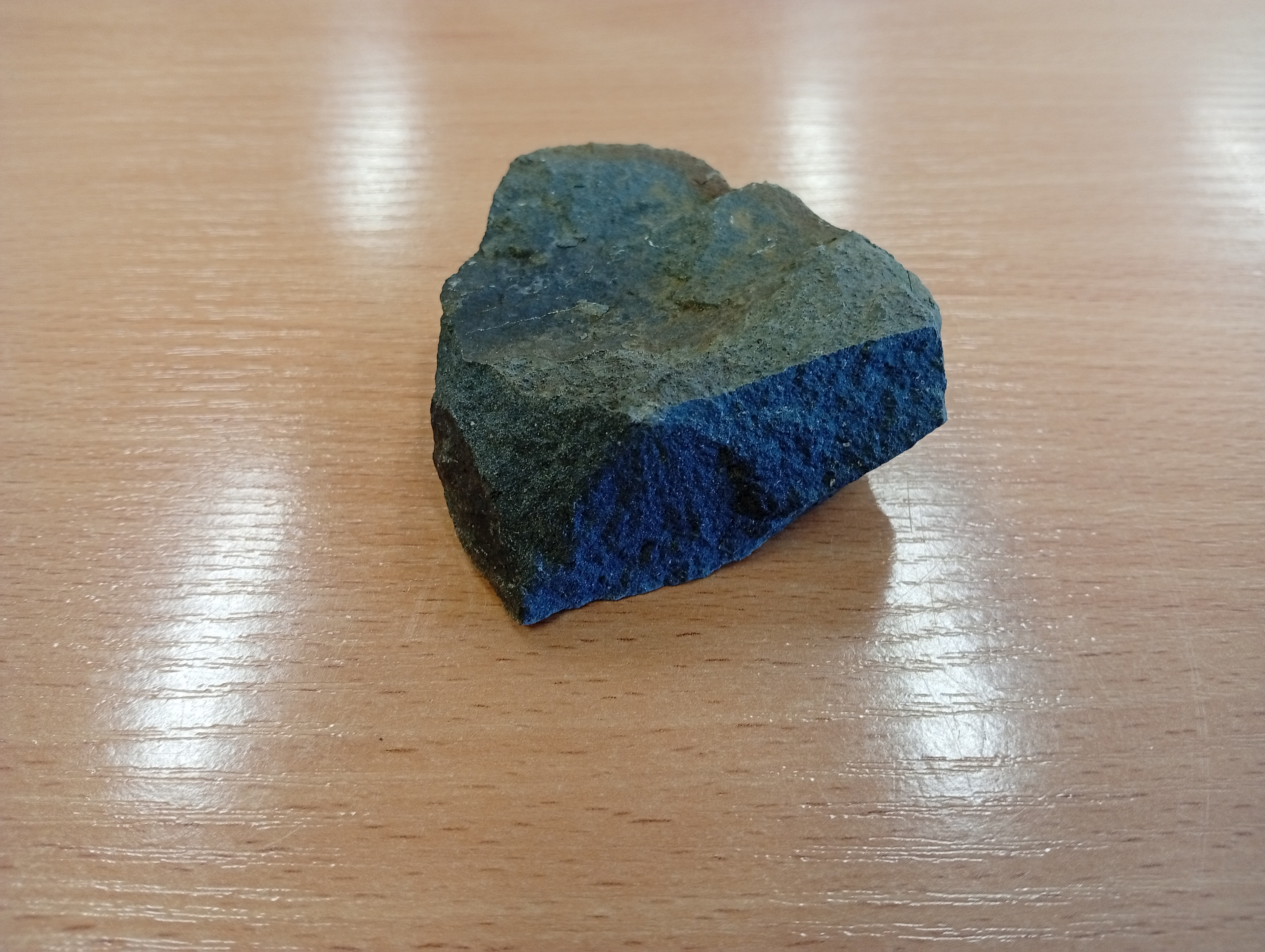
Nerozlišený bazaltoid
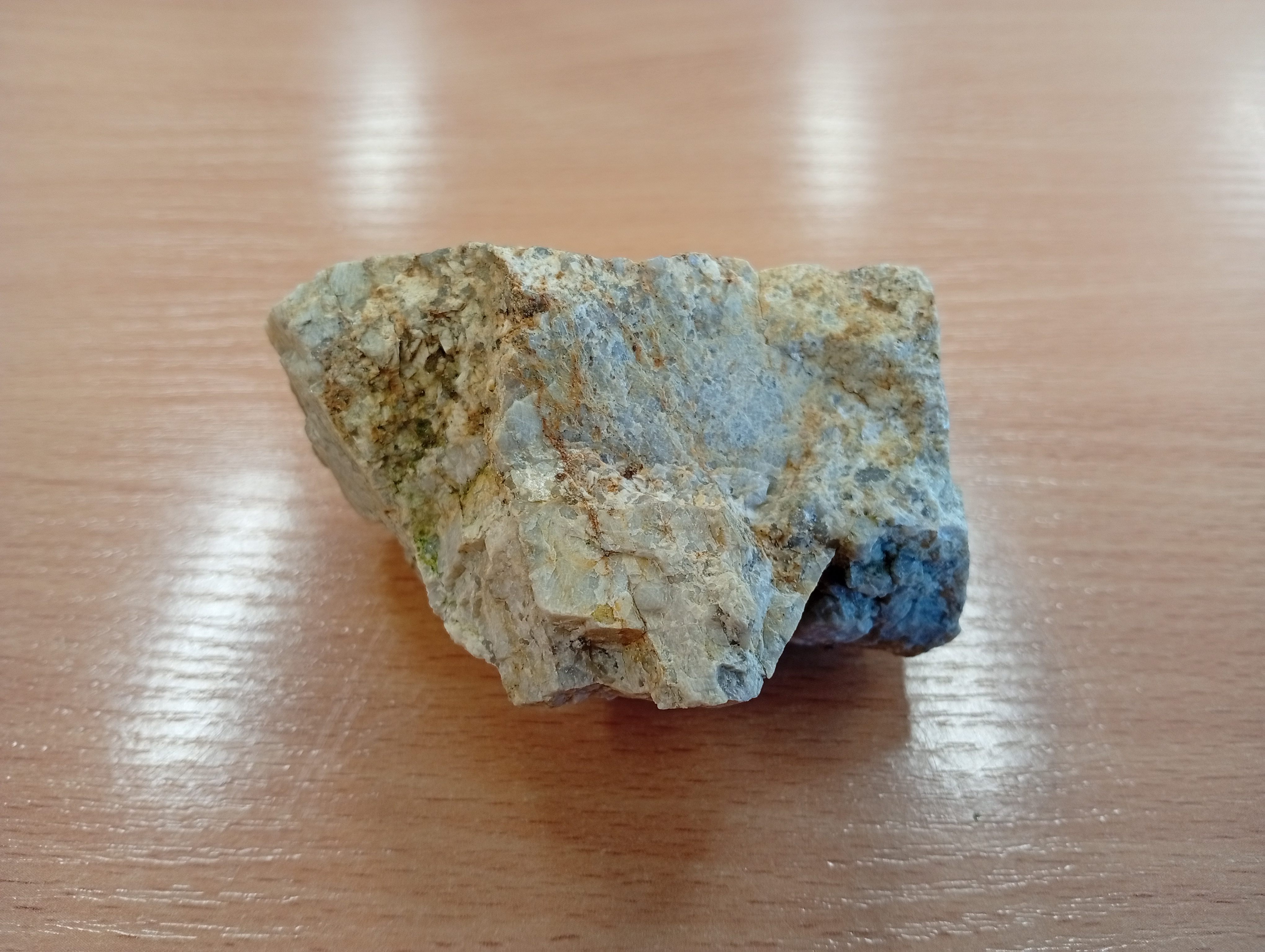
Granodioritový porfyr